# Nurmakhan Tynaliyev
Nurmakhan Anarbekovich Tinaliyev (in cirillico: Нурмахан Анарбекович Тиналиев?; Almaty, 10 gennaio 1988) è un lottatore kazako, specializzato nella lotta greco-romana. Vanta tre medaglie di bronzo iridate, due medaglie d'oro ai Giochi asiatici e due medaglie d'oro ai campionati asiatici. Ha rappresentato il Kazakistan ai Giochi olimpici estivi di Londra 2012, dove è stato portabandiera della spedizione kazaka, e di Rio de Janeiro 2016. 

## Palmarès
| Anno | Manifestazione                            | Sede                 | Evento | Risultato | Note |
| ---- | ----------------------------------------- | -------------------- | ------ | --------- | ---- |
| 2005 | Asiatici junior                           | Isola di Jeju        | 120 kg | 4º        |      |
| 2005 | Asiatici cadetti                          | Ōarai                | 100 kg | Bronzo    |      |
| 2006 | Asiatici junior                           | Abu Dhabi            | 96 kg  | Bronzo    |      |
| 2006 | Mondiali junior                           | Città del Guatemala  | 96 kg  | Bronzo    |      |
| 2007 | Asiatici junior                           | Manila               | 96 kg  | Oro       |      |
| 2007 | Mondiali junior                           | Pechino              | 96 kg  | Bronzo    |      |
| 2009 | Mondiali                                  | Herning              | 120 kg | 19º       |      |
| 2010 | Mondiali                                  | Mosca                | 120 kg | Bronzo    |      |
| 2010 | Giochi asiatici                           | Canton               | 120 kg | Oro       |      |
| 2011 | Mondiali                                  | Istanbul             | 120 kg | Bronzo    |      |
| 2012 | Giochi olimpici                           | Londra               | 120 kg | 18º       |      |
| 2013 | Campionati asiatici                       | Nuova Delhi          | 120 kg | Oro       |      |
| 2013 | Universiade                               | Kazan'               | 120 kg | Bronzo    |      |
| 2013 | Mondiali                                  | Budapest             | 120 kg | Bronzo    |      |
| 2014 | Mondiali                                  | Tashkent             | 130 kg | 9º        |      |
| 2014 | Giochi asiatici                           | Incheon              | 130 kg | Oro       |      |
| 2015 | Campionati asiatici                       | Doha                 | 130 kg | Oro       |      |
| 2015 | Mondiali                                  | Las Vegas            | 130 kg | 20º       |      |
| 2016 | Giochi olimpici                           | Rio de Janeiro       | 130 kg | 14º       |      |
| 2017 | Giochi asiatici indoor e di arti marziali | Aşgabat              | 130 kg | Bronzo    |      |
| 2018 | Giochi asiatici                           | Giacarta e Palembang | 130 kg | Argento   |      |